# José Rebollo Dicenta

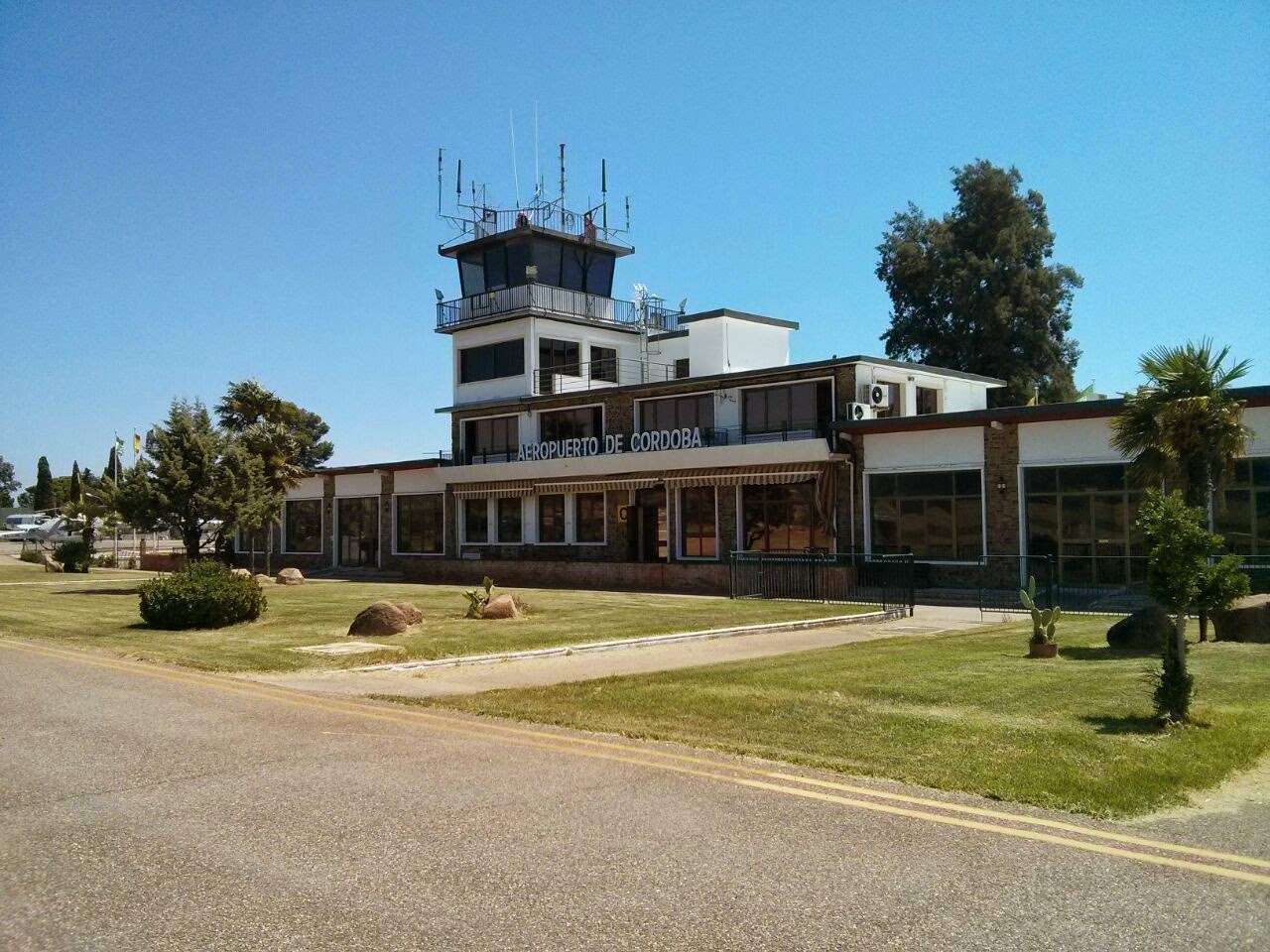
La terminal del Aeropuerto de Córdoba fue realizada por Rebollo Dicenta.

José Rebollo Dicenta (Madrid, 1 de junio  de 1914-Córdoba, 12 de marzo de 2012) fue un arquitecto y urbanista español, además de arquitecto municipal de Córdoba a partir de 1955, debiéndose a él parte de las reformas en la ciudad a partir de esta fecha.

## Biografía
José Rebollo nació en Madrid y se tituló en la Escuela de Arquitectura de la capital española en 1942 por tradición familiar. Se presentó a varios concursos, obteniendo accésit en uno de ellos promovido por el Colegio de Arquitectos de Madrid dedicados a Viviendas Mínimas. Dicha resolución fue luego reutilizada por él mismo en el barrio del Sector Sur de Córdoba. Asimismo, y junto a Julio Garrido, obtuvo otro premio sobre diseño de mobiliario para viviendas.
En 1943 fue contratado para colaborar en el programa de Regiones Devastadas en Córdoba. Desempeñó el cargo de subdelegado del Instituto de la Vivienda en Córdoba, donde proyecta más de cien viviendas para el municipio de Baena, consiguiendo además el puesto de arquitecto municipal en Priego de Córdoba, donde construyó el edificio consistorial en 1950 o el edificio de la Fundación Arjona Valera dos años después. 
Finalmente consiguió el puesto de arquitecto municipal en Córdoba en 1955, coincidiendo con la alcaldía de Antonio Cruz Conde, lo que les llevará a ambos a impulsar diversas obras urbanísticas. Por ejemplo, el Plan General de Ordenación Urbana estuvo vigente desde 1958 hasta su revisión en 1986.
Rebollo falleció el 12 de marzo de 2012 y su funeral se celebró en la iglesia de San Nicolás de la Villa. En diciembre de 2015 se inauguró una placa en su honor en el teatro de la Axerquía, diseñado por él mismo.
Igualmente, por unanimidad el Ayuntamiento de su ciudad le puso su nombre, Arquitecto José Rebollo Dicenta, a la calle en la que estaba situados su estudio y casa, en la que vivió con su familia desde 1957 y está protegida por su valor patrimonial.

## Obras
- Avenida de Carlos III.

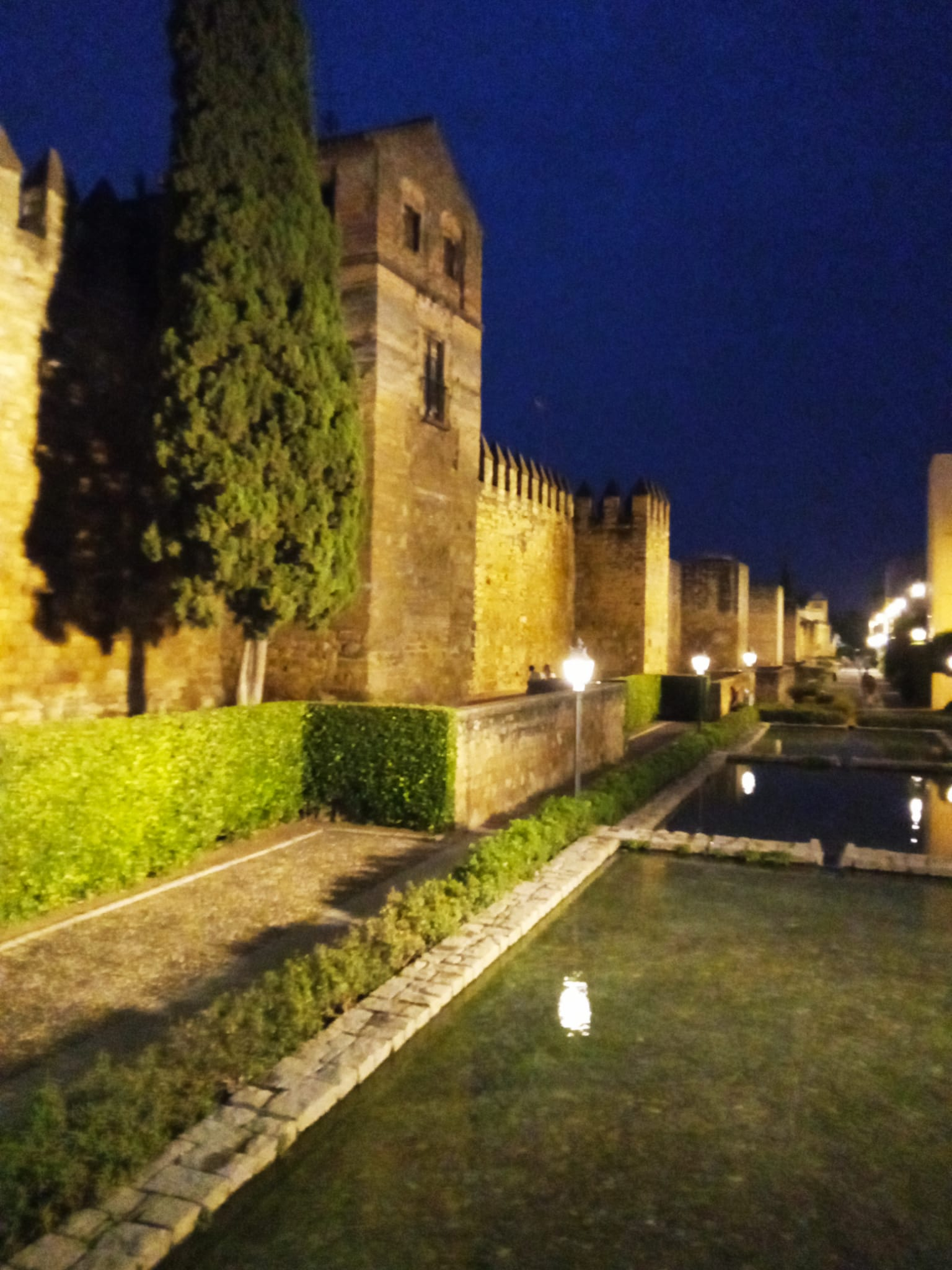
Restauración de la muralla y jardines de la calle Cairuán (Córdoba) por el arquitecto José Rebollo Dicenta

- Avenida del Conde de Vallellano (actualmente avenida Vallellano).
- Triunfo de San Rafael del puente homónimo (1953).
- Terminal del Aeropuerto de Córdoba (1958).
- Jardines del Alcázar de los Reyes Cristianos (1955-1960).
- Plaza de toros Los Califas (1965).
- Plaza de Séneca (1965).
- Teatro de la Axerquía (1970-76).
- Polígono de Levante.
- Casa consistorial de Córdoba (1985).[1]
- Jardines y restauración de muralla en calle Cairuán.